# West Side Story (film 1961)
West Side Story è un film del 1961 diretto da Jerome Robbins e Robert Wise, e tratto dall'omonimo musical del 1957 creato da Arthur Laurents, Leonard Bernstein, Stephen Sondheim e Robbins, a sua volta ispirato alla tragedia Romeo e Giulietta di William Shakespeare. Il cast comprende Natalie Wood, Richard Beymer, Russ Tamblyn, Rita Moreno e George Chakiris. Sullo sfondo dell'Upper West Side di Manhattan, la storia è quella dell'amore contrastato tra due ragazzi appartenenti a due mondi diversi: lei, Maria, sorella del capobanda dei portoricani Sharks, e lui, Tony, ex-componente pentito della banda rivale dei newyorkesi anglosassoni Jets.
Il film venne distribuito a partire dal 18 ottobre 1961 da United Artists, e fu accolto molto positivamente dal pubblico e dalla critica. Venne candidato a undici premi Oscar, vincendone dieci tra cui miglior film e miglior regista, e diventando così il film musical ad aver ricevuto il maggior numero di Oscar, superando Gigi (1958) che ne aveva ottenuti nove.
Nel 1997 la pellicola fu scelta per la conservazione nel National Film Registry della Biblioteca del Congresso degli Stati Uniti. Nel 1998 l'American Film Institute lo inserì al 41º posto della classifica dei migliori cento film statunitensi di tutti i tempi, mentre dieci anni dopo, nella lista aggiornata, scese alla cinquantunesima posizione.

## Trama

Titoli di coda del film

Nella New York degli anni cinquanta due bande rivali si contendono il predominio sul quartiere dell'Upper West Side: i Jets, un gruppo di nativi bianchi guidato da Riff, e gli Sharks, immigrati portoricani capitanati da Bernardo: all'interno del parco giochi che hanno eletto a loro territorio si consuma l'ennesima rissa tra le due fazioni, che viene sedata dall'intervento degli agenti di polizia Schrank e Krupke. I Jets decidono di lanciare agli Sharks la sfida per una zuffa decisiva durante il ballo che si terrà quella sera.
Riff cerca di persuadere il suo migliore amico e co-fondatore dei Jets Tony e partecipare al ballo e alla zuffa. Tony, che si è allontanato dalla banda, è restio ma infine decide di accettare, credendo che il futuro abbia qualcosa in serbo per lui. Nel frattempo anche Maria, la sorella minore di Bernardo, si prepara per il ballo in compagnia della sua amica e fidanzata di Bernardo Anita. Maria vi si recherà accompagnata da Chino, un membro degli Sharks, ma la ragazza confida ad Anita di non amarlo. Al ballo i due gruppi rifiutano di socializzare e si sfidano invece in complesse coreografie. Nella foga Tony e Maria si scorgono, ballano e si innamorano a prima vista, ma vengono separati da Bernardo, che furiosamente rifiuta le attenzioni di un bianco per la sorella e la rimanda a casa. Riff e Bernardo si danno appuntamento a mezzanotte da Doc's con le rispettive gang per discutere i dettagli dello scontro.
Gli Sharks e le loro ragazze si rilassano sul tetto del loro palazzo dopo il ballo ed esprimono la loro diversità di vedute sugli Stati Uniti e sulla loro patria Porto Rico. Intanto Tony si mette a girovagare perso nel suo innamoramento per Maria, e finisce per incontrarla sulle scale antincendio del suo appartamento, dove i due si professano il loro amore. Gli Sharks raggiungono i Jets da Doc's, dove le due bande stabiliscono di affrontarsi la sera seguente sotto il viadotto dell'autostrada in un combattimento uno contro uno a mani nude. Schrank, che sospetta di loro, li raggiunge e li avverte di non causare disturbi, ma non riesce a scoprire di più sul luogo e sull'ora della rissa.
Il giorno dopo Tony raggiunge Maria al negozio di abiti da sposa in cui la ragazza lavora. Maria, che ha scoperto da Anita la rissa programmata per quella sera e che teme che l'inasprirsi dell'odio tra i due gruppi possa minacciare la loro relazione, prega Tony di fermare gli scontri. Quindi i due giovani infatuati fantasticano sul loro matrimonio. Dopo che le bande si incontrano al luogo stabilito, giunge anche Tony che cerca di dissuadere i presenti; le sue parole vengono però fraintese e la situazione finisce per degenerare: durante lo scontro Riff viene ucciso da una coltellata e Tony per vendicarlo ammazza Bernardo in un impeto di rabbia cieca. Allo squillo delle sirene della polizia tutti i partecipanti si danno alla fuga, lasciando indietro i due corpi. Maria, in attesa del suo amato, viene informata da Chino di quello che è successo. Poco dopo sopraggiunge anche Tony che la implora di perdonarlo e rivela di volersi consegnare alla polizia. Pur sconvolta dalla notizia, Maria non può nascondere il suo amore per Tony e, dopo averlo convinto a restare, i due si riappacificano e passano la notte insieme.
I Jets si raggruppano e fanno il punto della situazione, quando vengono informati da Scarafaggio che Chino si è armato di pistola con l'intenzione di uccidere Tony. Tony e Maria intanto si mettono d'accordo per incontrarsi da Doc's e fuggire via insieme. Tornata a casa, Anita scorge Tony andarsene e rimprovera Maria per aver avviato una relazione con l'assassino di Bernardo, ma la ragazza rivela di amarlo e la convince ad aiutarli. Per questo, quando Schrank trattiene Maria per interrogarla sulla morte del fratello, Anita acconsente ad andare da Doc's ad avvertire Tony. Ma giunta al negozio i Jets la molestano, venendo fermati solo dall'intervento di Doc; per questo, irata, Anita mente dicendo che Maria è stata uccisa da Chino per gelosia.
Pazzo di dolore, Tony corre per strada urlando a Chino di uccidere anche lui. In seguito scorge Maria viva e i due si corrono incontro, ma proprio in quell'istante Chino spara a Tony che muore tra le braccia della ragazza. Maria afferra la pistola e la punta contro i membri delle bande che nel frattempo sono accorsi, accusandoli tutti di aver provocato le morti di Bernardo, Riff e Tony con il loro odio. Mentre giunge la polizia, i due gruppi sollevano insieme il corpo di Tony e formano un corteo funebre a cui si accoda anche Maria.

## Produzione

### Regia, sceneggiatura e lavorazione
Il progetto del film iniziò a prendere forma quando la United Artists acquistò i diritti del musical West Side Story, uscito a Broadway nel 1957, e ne commissionò la produzione di un adattamento cinematografico a The Mirisch Corporation. Il produttore esecutivo Walter Mirisch volle ingaggiare a tutti i costi Jerome Robbins, che aveva diretto e coreografato la versione teatrale dell'opera, ritenendo che con lui a bordo «la parte musicale del film sarebbe stata nelle migliori mani possibili». Tuttavia, poiché Robbins non aveva esperienza in campo cinematografico, Mirisch assunse anche Robert Wise come co-regista, in virtù della sua esperienza in soggetti realistici e per concentrarsi principalmente sulle parti narrative e drammatiche della storia.
La scelta di impiegare due registi si rivelò però fin da subito problematica, perché erano necessarie lunghe discussioni tra i due prima di riuscire a mettersi d'accordo su ogni singola scena. Peraltro Robbins, che era conosciuto per il suo approccio perfezionista ed esigente, spese molto tempo nell'organizzare e coreografare le scene, e nel richiedere prove e riprese aggiuntive. I suoi metodi estremi causarono un numero insolitamente alto di infortuni tra il corpo di ballo, come riportato dall'aiuto regista Robert Relyea. Neanche la decisione di filmare il prima possibile tutte le scene di Robbins risolse i ritardi, tanto che dopo 45 giorni di riprese il film aveva già abbondantemente sforato il budget e le scadenze.
Pressati da United Artists, i produttori decisero quindi di congedare Robbins, che era ritenuto il motivo principale dei ritardi. I numeri musicali rimanenti vennero diretti con l'aiuto dei suoi assistenti. Convenendo sul grande contributo artistico di Robbins alla realizzazione della pellicola, Mirisch e Wise furono d'accordo nel riconoscergli il titolo di co-regista. Robbins e Wise rimasero comunque in contatto durante il resto della produzione, e Wise adottò molti suggerimenti del collega in fase di montaggio. Con l'allontanamento di Robbins la situazione migliorò, ma la produzione rimase comunque difficoltosa e in costante ritardo sulla tabella di marcia. Infine i costi del film, per il quale era stato programmato un budget di 5 milioni di dollari, lievitarono fino a 6,75 milioni, una cifra incredibilmente alta per l'epoca.
La sceneggiatura venne affidata, su suggerimento di Wise, a Ernest Lehman. Nell'adattare il musical per il grande schermo, Lehman, Mirisch, Wise e Robbins decisero di modificare l'ordine di alcuni numeri musicali. La sequenza delle canzoni era stata oggetto di dispute fin dalla creazione del musical, e Robbins, che non era del tutto convinto della bontà della scelta finale, insistette per riposizionare l'allegra Gee, Officer Krupke nel primo atto e di sostituirla con Cool, che invece nello spettacolo teatrale viene eseguita prima dello scontro. Anche I Feel Pretty, che è un brano più spensierato, venne ricollocato nel primo atto, per non interrompere il flusso drammatico dell'opera. La canzone America, che era stata modificata all'ultimo nel musical per renderla una scena solo al femminile, tornò a essere proposta nella prima versione di Stephen Sondheim di battibecco tra Anita e Bernardo, e fu posizionata tra Maria e Tonight, che nella versione originale erano invece in successione. Sebbene menzionata in alcune delle prime stesure della sceneggiatura, la sequenza del balletto Somewhere non era ben definita, e si progettava di affidarla a Robbins al termine delle riprese. Quando poi il co-regista venne licenziato durante la produzione, la scena fu eliminata, e Somewhere prese la forma di un semplice duetto tra Tony e Maria nella sua stanza.
Alcuni testi dovettero essere modificati per evitare problemi con la censura, in particolare nei brani Jet Song, Gee, Officer Krupke, America e Tonight Quintet. Anche la frase "Womb to tomb, sperm to worm" ("Dal grembo alla tomba, dallo sperma ai vermi"), che viene impiegata come segno di cameratismo e unità dai Jets, venne cambiata in "Womb to tomb, birth to earth" ("Dal grembo alla tomba, dalla culla alla bara") nel dialogo tra Riff e Tony all'inizio del film e in "One-two-three, one-two-three" quando viene pronunciata da Riff e Diesel in Tonight Quintet.
Nel marzo 1960 Robbins e Wise iniziarono con il location scouting a New York. Wise e Mirisch premevano infatti per incorporare un maggiore realismo nella pellicola, filmando le scene direttamente nei luoghi dell'Upper West Side dove era ambientata la storia. Robbins d'altro canto mise in guardia sul fatto che gli elementi propri del musical come il canto e il ballo sono evocativi, idealizzati e in un certo senso antitetici rispetto alla realtà, e che quindi per essere fruiti a pieno e non risultare una farsa era opportuno riprenderli in studio, in set più astratti e ad hoc. Mirisch lo convinse a girare a New York almeno il prologo e Jet Song quando riuscì fortuitamente ad assicurarsi due isolati di palazzi e vie su West 60th Street, che erano già stati sgombrati in attesa della demolizione per fare spazio al nuovo Lincoln Center. Le riprese iniziarono ad agosto e si svolsero anche al parco giochi situato all'incrocio tra East 110th Street e Second Avenue, e a West 68th Street tra West End e Amsterdam Avenue, tre isolati a nord di San Juan Hill. A New York Wise diresse anche le riprese dall'elicottero che formano la sequenza iniziale del film. Il resto delle scene venne filmato negli studi cinematografici Samuel Goldwyn Studio di West Hollywood. Inizialmente si pensava di concludere le riprese a novembre-dicembre, ma a causa del ritardo accumulato si giunse fino a febbraio 1961 inoltrato. Della fotografia si occupò Daniel L. Fapp e per le riprese venne impiegata una pellicola da 70 millimetri.
Il film venne montato per apparire come uno spettacolo teatrale dal vivo: mantenendo quindi del musical l'ouverture all'inizio e l'intermezzo tra i due atti. Le sequenze con i titoli di testa e di coda furono ideate da Saul Bass con la collaborazione della moglie Elaine Bass. L'apertura che accompagna il brano Overture presenta un'inquadratura a immagine fissa con righe verticali disuguali su uno sfondo unitario che cambia di colore. Al termine della melodia l'immagine si restringe mettendo in evidenza la scritta "West Side Story" e, con una dissolvenza incrociata, le righe verticali che prima apparivano astratte si rivelano la stilizzazione dei grattacieli di Manhattan. Da qui il film si innesta senza soluzione di continuità nel prologo, mostrando alcune riprese di New York dall'alto fino allo zoom della macchina da presa sul parco giochi dove si trovano i Jets. La sequenza finale invece vede la telecamera esplorare diverse superfici, tra cui muri, porte, recinzioni e segnali, dove, accanto a graffiti e altre scritte, sono contenuti anche i titoli di coda. Entrambe le sequenze vennero apprezzate per la loro innovazione e per il forte legame tematico con la realtà urbana di New York, che è uno degli aspetti principali della pellicola, diventando particolarmente famose e dei classici di title design.

### Casting

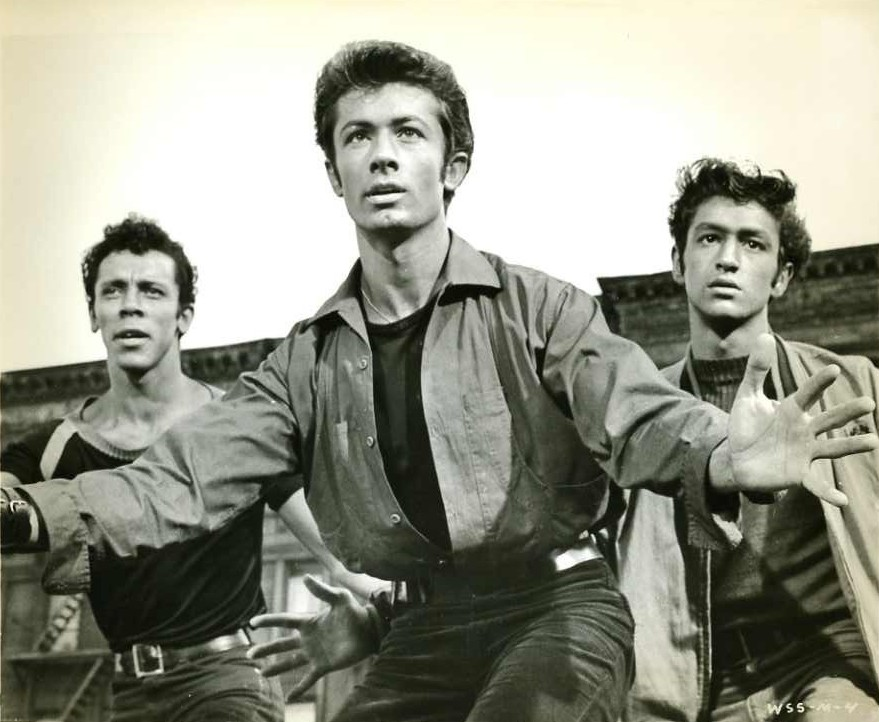
George Chakiris (al centro) durante le riprese di West Side Story

Il casting si rivelò complicato, nel tentativo di bilanciare da una parte la necessità di star che potessero rendere attrattiva la pellicola e dall'altra la volontà di impiegare attori non affermati e giovani come nel caso del musical. Inizialmente si penso di affidare le parti di Tony e Maria a Larry Kert e Carol Lawrence, che avevano creato i ruoli per il musical, ma dopo aver visionato i provini i produttori convennero che erano troppo vecchi per riprendere le loro parti.
Tra le tante attrici prese in considerazione per il ruolo di Maria nel film vi furono Jill St. John, Audrey Hepburn, Diane Baker, Elizabeth Ashley, Suzanne Pleshette, Angela Dorian, Elizabeth Taylor e Anna Maria Alberghetti. Infine la parte venne proposta a Natalie Wood, che all'epoca stava girando il film Splendore nell'erba, e che sebbene poco plausibile come ispanica venne preferita perché ritenuta dell'età giusta per Maria e una buona attrice.
Russ Tamblyn, Warren Beatty, Burt Reynolds, Richard Chamberlain, Robert Redford e Harry Belafonte vennero valutati per interpretare Tony; ma Reynolds fu considerato "troppo duro" per il ruolo e Chamberlain "troppo maturo". Tamblyn impressionò Wise e gli venne pertanto proposto il ruolo di Riff. A causa della difficoltà nel trovare un attore che soddisfacesse tutti i requisiti e che fosse in grado di fornire una recitazione drammatica, i produttori scelsero infine Richard Beymer, sebbene il suo aspetto giovane e per bene stridesse con l'immagine di un Tony ex capobanda dei Jets, e anche Robbins non fosse entusiasta delle sue qualità da ballerino e cantante.
La portoricana Rita Moreno ottenne la parte di Anita. Il resto del cast venne formato in gran parte da attori e performer che erano già comparsi nelle rappresentazioni di Broadway e del West End di West Side Story. Tony Mordente, che aveva interpretato A-rab a teatro, venne scelto per la parte di Action nel film, e il greco George Chakiris, Riff nel primo allestimento londinese del musical, interpretò Bernardo nella pellicola. Altri membri del cast già coinvolti nelle compagnie teatrali che avevano eseguito l'opera furono: Tucker Smith (Ice), David Winters (A-rab), Eliot Feld (Baby John), Jay Norman (Pepe), Carole D'Andrea (Velma), Tommy Abbott (Gee-Tar) e William Bramley (Krupke).

### Colonna sonora
La pellicola fa uso della stessa colonna sonora composta da Leonard Bernstein per il musical. Johnny Green fu ingaggiato come direttore musicale e per dirigere l'orchestra. L'orchestrazione venne eseguita nuovamente da Sid Ramin e Irwin Kostal, che già si erano occupati insieme a Bernstein della strumentazione per la produzione di Broadway originale. Tuttavia, mentre l'arrangiamento del musical era stato fatto per un'orchestra di una trentina di elementi, la casa di produzione ne finanziò una tre volte maggiore per il film, tra cui sei sassofoni, otto trombe, cinque pianoforti e cinque xilofoni, risultando in un suono più ricco e pieno.
Per esigenze cinematografiche il personale del film operò delle modifiche alla traccia musicale, soprattutto nel posizionamento di alcuni brani rispetto all'originale. L'Overture, che non è presente in tutte le rappresentazioni teatrali dell'opera, venne inclusa e allungata con altri temi musicali assenti nella versione originale. Anche Prologue e Dance at the Gym vennero estesi con l'aggiunta di musica inedita. In altri casi invece si operarono dei tagli, come ad esempio la rimozione delle riprese in One Hand, One Heart e A Boy Like That, o si aggiunsero melodie e arrangiamenti ulteriori.
Gli attori del cast principale non vennero scelti per le loro capacità canore, quindi si rese necessario provvedere a dei doppiatori nelle parti cantate. Natalie Wood richiese ai produttori di interpretare personalmente le canzoni di Maria. Pur trovando le tracce impegnative, le venne permesso di registrare in anticipo alcuni suoi brani e di sincronizzare il labiale delle scene al proprio canto, credendo che queste sarebbero state le versioni scelte per il film ultimato. Tuttavia Johnny Green, Walter Mirisch e il produttore associato John Green decisero infine di utilizzare la voce della cantante Marni Nixon. Il canto di Wood è udibile solo nella ripresa del brano Somewhere durante la morte di Tony. Nixon, che aveva già registrato le canzoni in precedenza, dovette quindi eseguirle una seconda volta per sincronizzarsi al labiale di Wood presente nelle scene già filmate. Quando in seguito Nixon richiese una percentuale sulle vendite dell'album, si rese conto che non aveva firmato alcun tipo di contratto e le venne risposto che non vi erano più dividendi da distribuire. Bernstein le offrì allora lo 0,25% delle sue royalties sulla colonna sonora del film, segnando un precedente per tutti i cantanti in playback.
Le parti cantate di Richard Beymer vennero eseguite da Jimmy Bryant. Tucker Smith, l'interprete di Ice, doppiò il canto di Riff in Jet Song, mentre la voce originale dell'attore Russ Tamblyn venne utilizzata in Gee, Officer Krupke e Quintet. Rita Moreno eseguì per la maggior parte da sola le canzoni di Anita, ma venne doppiata da Betty Wand in A Boy Like That perché la canzone presentava un registro troppo basso per lei. Nixon cantò anche alcune parti di Anita in Quintet, poiché il giorno in cui furono eseguite le riprese sia Moreno sia Wand erano raffreddate.
Un album discografico contenente la colonna sonora del film e intitolato West Side Story venne prodotto e distribuito da Columbia Masterworks nel 1961. Esso contiene le tracce:
1. Overture – 4:39
2. Prologue – 6:37
3. Jet Song – 2:06
4. Something's Coming – 2:32
5. Dance at the Gym – 9:24
6. Maria – 2:34
7. America – 5:59
8. Tonight – 5:43
9. Gee, Officer Krupke – 4:14
10. I Feel Pretty – 3:35
11. One Hand, One Heart – 3:02
12. Tonight Quintet – 3:22
13. The Rumble – 2:39
14. Somewhere – 2:02
15. Cool – 4:21
16. A Boy Like That/I Have a Love – 4:28
17. Finale – 4:20
18. End Credits – 5:05

## Distribuzione

### Data di uscita
West Side Story venne distribuito da United Artists tramite il sistema del roadshow, con anteprime in alta qualità in poche città e cinema selezionati prima della wide release vera e propria. Il film debuttò al Rivoli Theatre di New York il 18 ottobre 1961. Nel corso dei due mesi successivi aprì poi a Boston, Filadelfia, Washington, Miami e San Francisco, e al TCL Chinese Theatre di Los Angeles il 13 dicembre 1961. Il roadshow fu particolarmente lungo, tanto che le uscite si infittirono solo lentamente, e l'opera raggiunse una distribuzione nazionale solo a metà del 1962 e in alcune località non prima del 1963.
Le uscite cinematografiche internazionali furono:
- 23 dicembre 1961 in Giappone (ウエスト・サイド物語 West Side monogatari)
- 25 dicembre 1961 in Brasile (Amor, sublime amor)
- 22 febbraio 1962 in Canada
- 27 febbraio 1962 nel Regno Unito e in Svezia
- 2 marzo 1962 in Belgio
- 3 marzo 1962 in Francia
- 29 marzo 1962 nei Paesi Bassi
- 5 aprile 1962 in Sudafrica
- 8 maggio 1962 in Argentina (Amor sin barreras)
- 7 giugno 1962 in Australia
- 14 giugno 1962 a Hong Kong
- 17 agosto 1962 in Finlandia
- 13 settembre 1962 in Germania Ovest
- 21 settembre 1962 in Italia
- 5 ottobre 1962 in Austria
- 8 ottobre 1962 in Danimarca
- 13 ottobre 1962 in Israele (Sippur Ha-Parvarim)
- 7 dicembre 1962 in Spagna
- 23 aprile 1963 in Grecia (Γουέστ Σάιντ Στόρι) e Portogallo (Amor sem barreiras)
- 25 aprile 1963 in Messico (Amor sin barreras)
- 2 maggio 1963 in Uruguay (Amor sin barreras)
- 23 aprile 1964 in Iran (Dastan-e West Side)
- 25 novembre 1964 in Turchia (Batı yakasının hikâyesi)
- 18 gennaio 1973 in Ungheria
- 25 maggio 1973 in Germania Est
- 3 agosto 1973 in Polonia
- 29 maggio 1990 in Corea del Sud

### Edizioni home video
West Side Story venne pubblicato in formato VHS e laserdisc negli anni ottanta. Nel 1998 uscì la prima conversione in DVD con video e audio restaurati. Nel 2011, in occasione del suo cinquantesimo anniversario, il film venne rimasterizzato in alta definizione; questa versione ricevette una nuova proiezione cinematografica in oltre quattrocento sale negli Stati Uniti e funse da base per l'edizione Blu-ray Disc.

## Accoglienza

### Incassi
Nonostante l'aumento dei costi di lavorazione, West Side Story fu un successo commerciale al botteghino e generò lauti profitti. Negli Stati Uniti fu il secondo film di maggiore incasso nel 1961, durante la distribuzione iniziale roadshow, e il più redditizio del 1962, in seguito alla wide release nazionale, fruttando 19 milioni di dollari alla casa di distribuzione United Artists. Ricoprì la quinta posizione nella classifica delle pellicole di maggiore incasso al botteghino statunitense e divenne il film musical più redditizio di sempre fino all'uscita di Tutti insieme appassionatamente nel 1965. Considerando anche gli introiti dei cinema, l'opera incassò in totale 44 055 492 dollari negli Stati Uniti. Anche a livello internazionale la prima distribuzione cinematografica generò elevati ricavi, che ammontarono a oltre 30 milioni di dollari netti.

### Critica
West Side Story venne accolto con entusiasmo dalla critica. Bosley Crowther del New York Times ne scrisse che «traslare [la storia] dal palco allo schermo è equivalso a ricostruire il suo raffinato materiale in niente di meno che un capolavoro cinematografico». Anche Whitney Williams di Variety fu particolarmente elogiativo, affermando: «Tecnicamente è superbo; l'uso del colore è abbagliante, la cinematografia è spesso emozionante, il montaggio rapido con un forte tocco drammatico, la scenografia coglie bene sia gli stati d'animo sia l'azione». The Hollywood Reporter lo definì «uno spettacolo magnifico, una pietra miliare nel cinema musicale, un trionfo commerciale. È così ottimo che i superlativi sono superflui». E concludendo che l'opera segnava un nuovo apice per i musical, che «non erano mai stati fatti meglio di così». Parere condiviso da Stanley Kauffmann, che nella sua recensione del film su The New Republic scrisse che West Side Story era il miglior musical mai realizzato, che tutti i suoi elementi costitutivi si fondono in maniera mirabile, pur riconoscendo che sarebbe potuto essere ancora migliore se non fosse per la seconda parte che non riesce a fornire una conclusione tragica convincente. La più decisa voce fuori dal coro fu quella di Pauline Kael, che in una recensione divenuta poi celebre anche se largamente non condivisa, stroncò la pellicola definendola una "frenetica stupidaggine", i dialoghi "terribilmente datati e stucchevoli", e le coreografie un "balletto smorfioso e insopportabilmente romantico".
La critica postuma rivalutò il film in modo meno lusinghiero, fornendo dei giudizi più contrastanti. Come nella tradizione del musical, i punti di forza principali vennero ritenute le scene cantate e ballate, grazie al felice connubio tra le caratteristiche e memorabili melodie di Bernstein e le coreografie pulsanti ed energetiche di Robbins. Anche la fotografia, la scenografia e il montaggio ricevettero plauso unanime: in particolare i colori, le scene vivide, i tagli frenetici, e l'uso variegato di inquadrature, di angoli e di ombre. Nel 2012 il film venne votato al 38º posto tra i film meglio montati dai membri della Motion Picture Editors Guild. Oggetto di critiche furono invece la sceneggiatura e la trattazione delle scene drammatiche, che per una storia tragica vennero avvertite come poco riuscite, blande e "avare di emozioni". La caratterizzazione dei personaggi, delle scene d'amore, dei conflitti e delle delicate tematiche sociali, pur così centrali nella storia, sono trattati in modo superficiale, semplice e sbrigativo, così come il finale che appare raffazzonato e poco credibile. Anche i dialoghi e il linguaggio furono criticati per essere a tratti troppo smielati, o edulcorati e formali per quello che è lecito aspettarsi da giovani teppisti. Una parte consistente del cast venne giudicata inadeguata, soprattutto i protagonisti Natalie Wood, che, benché trasmetta un certo grado di dolcezza e fascino nel ruolo di Maria, non è passabile per una portoricana, e Richard Beymer, del quale emersero tutti i limiti nella recitazione e che, nel suo aspetto belloccio e rassicurante, appare decisamente inadatto alla parte del duro Tony. Tra i due manca inoltre il giusto feeling per rendere credibili le scene con i due amanti. I Jets e gli Sharks non appaiono come i criminali da strada duri e incalliti che dovrebbero raffigurare, ma sembrano più dei bravi ragazzi, e anche il casting di attori bianchi in ruoli latini mascherato con il trucco, una pratica poi deprecata come whitewashing ma molto comune all'epoca, venne criticato.
Pur con le sue evidenti lacune il film è rinomato per la sua magia cinematografica e la forza dirompente delle immagini, tanto che a detta dello storico del cinema Richard Barrios, neanche i detrattori riescono del tutto a negare il fascino che la pellicola proietta. Come scrisse Roger Ebert nel 2004, quando incluse il film nella sua lista di "Great Movies": «Le danze sono straordinarie, molte canzoni si sono confermate diventando degli standard, e ci sono momenti di sorprendente impatto e illuminazione. West Side Story rimane un punto di riferimento nella storia del musical. Ma se il dramma fosse stato così pungente come le coreografie, se gli attori principali avessero eguagliato la fiera concentrazione di Moreno, se le bande fossero state più pericolose [...], se il finale avesse mantenuto il pathos e la tragedia dell'originale, non si può dire quello che ne sarebbe potuto venire fuori». Il sito aggregatore di recensioni Rotten Tomatoes riporta che, su 114 pareri raccolti, il 93% dei critici ha fornito una valutazione positiva del film, con una media voto di 8,4/10. Il consenso della critica recita: «Sostenuto dall'affascinante regia di Robert Wise, dalla colonna sonora di Leonard Bernstein e dai testi di Stephen Sondheim, West Side Story rimane forse l'adattamento più iconico tra tutti quelli delle opere di Shakespeare a giungere sul grande schermo». Su Metacritic la pellicola ha una valutazione di 86/100 basata sulle recensioni di 17 critici.
Nel 1997 la pellicola fu scelta per la conservazione nel National Film Registry della Biblioteca del Congresso. L'American Film Institute lo inserì al quarantunesimo posto della classifica del 1998 dei migliori cento film statunitensi di tutti i tempi, mentre dieci anni dopo, nella lista aggiornata, scese al cinquantunesimo posto. Altre liste dell'AFI in cui il film è presente sono: AFI's 100 Years... 100 Passions (terzo posto), AFI's 100 Years of Musicals (secondo posto) e AFI's 100 Years... 100 Songs, con i brani Somewhere (20º posto), America (35º posto) e Tonight (59º posto).

### Reazioni e impatto culturale
I creatori del musical originale rimasero perlopiù delusi dall'adattamento cinematografico. Arthur Laurents, che aveva scritto il libretto, criticò il cambiamento di ordine dei numeri musicali, in particolare lo spostamento di Gee, Officer Krupke al primo atto, che invece che fornire un momento di ilarità a stemperare il dramma crescente, servì solo a connotare i Jets come teppistelli innocui. Ma soprattutto ritenne che il film non si prestava a una trasposizione così letterale del materiale di partenza, dato che quello che a teatro viene mediato dalla finzione e dall'immaginazione, sullo schermo appare come una farsa. Il compositore delle musiche Leonard Bernstein trovò l'arrangiamento del film, che utilizzava un'orchestra tre volte più ampia di quella originale, «opprimente e privo di consistenza e di finezza». Quando gli venne fatto ascoltare durante la produzione del film, si rivolse al direttore Johnny Green dicendogli: «Johnny, come diavolo hai fatto a farlo così malamente?» Sebbene Ramin e Kostal, o lo stesso Green, che conoscevano bene Bernstein, ritenevano che si sarebbe sentito contrariato da qualsiasi orchestrazione che non fosse la sua. Robbins, l'unico autore originale coinvolto in modo estensivo nella realizzazione della pellicola, dopo essere stato licenziato nel bel mezzo della produzione disse a proposito del film ultimato:
Il lungometraggio ottenne un grande successo presso il pubblico, ed è considerato uno dei film musicali migliori, più importanti e amati mai realizzati. Uscito a ridosso del musical, il film contribuì in maniera decisiva a popolarizzare l'opera presso una platea molto più vasta dei soli appassionati di teatro, tanto che agli occhi di una larga parte di pubblico rimane la versione di West Side Story per eccellenza.

## Riconoscimenti
West Side Story venne candidato a undici premi Oscar, vincendone dieci e diventando così il film musical più premiato agli Academy Awards. Fu il primo film a ottenere un doppio Oscar al miglior regista, per Wise e Robbins. Robbins fu inoltre insignito di un Oscar speciale per i suoi meriti in campo coreografico.
- 1962 - Premio Oscar[75]
  - Miglior film a Robert Wise
  - Migliore regia a Robert Wise e Jerome Robbins
  - Miglior attore non protagonista a George Chakiris
  - Miglior attrice non protagonista a Rita Moreno
  - Migliore fotografia a Daniel L. Fapp
  - Migliore scenografia a Boris Leven e Victor A. Gangelin
  - Migliori costumi a Irene Sharaff
  - Miglior montaggio a Thomas Stanford
  - Miglior sonoro a Fred Hynes e Gordon E. Sawyer
  - Migliore colonna sonora a Saul Chaplin, Johnny Green, Sid Ramin e Irwin Kostal
  - Candidatura come migliore sceneggiatura non originale a Ernest Lehman

- 1962 - Golden Globe[75]
  - Miglior film commedia o musicale
  - Miglior attore non protagonista in un film a George Chakiris
  - Miglior attrice non protagonista in un film a Rita Moreno
  - Candidatura come migliore regia di un film a Robert Wise e Jerome Robbins
  - Candidatura come miglior attore in un film commedia o musicale a Richard Beymer
  - Candidatura come miglior attore debuttante a Richard Beymer
  - Candidatura come miglior attore debuttante a George Chakiris

- 1963 - BAFTA
  - Candidatura come miglior film

- 1961 - National Board of Review of Motion Pictures Awards
  - Migliori dieci film dell'anno

- 1961 - New York Film Critics Circle Awards
  - Miglior film

- 1962 - Directors Guild of America
  - Migliore regia cinematografica a Robert Wise, Jerome Robbins e Robert E. Relyea (assistente regista)

- 1962 - Grammy Award[75]
  - Best Sound Track Album or Recording of Original Cast From a Motion Picture or Television per l'album West Side Story contenente la colonna sonora del film

- 1962 - Laurel Awards
  - Miglior film musicale
  - Miglior attrice non protagonista a Rita Moreno
  - Miglior fotografia a Daniel L. Fapp
  - Candidatura come miglior attore non protagonista a George Chakiris
  - Candidatura come miglior colonna sonora a Saul Chaplin, Johnny Green, Sid Ramin e Irwin Kostal

- 1999 - Producers Guild of America Awards
  - PGA Hall of Fame a Robert Wise

- 1963 - Sant Jordi Awards
  - Miglior film straniero a Robert Wise e Jerome Robbins

- 1962 - Writers Guild of America
  - Migliore sceneggiatura non originale cinematografica a Ernest Lehman